# Moadon Sport Maccabi Avshalom Ironi Petah Tiqwa
Il Moadon Sport Maccabi Avshalom Ironi Petah Tiqwa (in ebraico מועדון ספורט מכבי אבשלום עירוני פתח תקווה‎?, letteralmente "Società Sportiva Cittadina Maccabi Avshalom Petah Tiqwa"), noto semplicemente come Maccabi Petah Tiqwa, è una società calcistica israeliana con sede a Petah Tiqwa. Gioca nella Ligat ha'Al, la massima serie del campionato israeliano.

## Storia
La società fu fondata nel 1912 da un gruppo di studenti ebrei originari di Petah Tiqwa, che studiavano ad Istanbul.
Il Maccabi ha un palmarès molto modesto: ha in bacheca solo alcuni titoli minori conquistati tra il 1935 e il 1952. Negli ultimi anni però ha sfiorato il successo in campionato: nella stagione 2003-2004 è giunto terzo, e nel 2004-2005 secondo, dietro al forte Maccabi Haifa. In conseguenza di questo secondo posto, ha partecipato alla Coppa UEFA 2005-2006, nella quale ha raggiunto la fase a gironi (seconda fase). Ricordiamo il match del Girone B contro il Palermo, vinto dai rosa-nero per 2-1. Gli israeliani sono stati eliminati in quel turno.
Anche se negli ultimi anni il Maccabi Petah Tiqwa si è rivelata una delle squadre israeliane più forti, non è però la società più titolata di Petah Tiqwa in quanto i rivali dell'Hapoel Petah Tiqwa (fondato nel 1934, hanno vinto ben 6 titoli nazionali tra gli anni cinquanta e gli anni sessanta del secolo scorso (di cui 5 consecutivi).

## Stadio
Dal 2011 il Maccabi gioca le partite casalinghe allo stadio HaMoshava di Petah Tiqwa Prima di questo stadio (che ha 7.500 posti a sedere) la squadra giocava allo stadio Maccabi Petah Tiqwa, che, costruito nel 1926, è stato la sede del Maccabi fino agli anni settanta, e allo stadio municipale di Petah Tiqwa, che, dotato di 6 768 posti a sedere, ha ospitato gli incontri del club sino al 2010.

## Organico

### Rosa 2024-2025
| N. |                     | Ruolo | Calciatore       |
| -- | ------------------- | ----- | ---------------- |
| 2  | Cipro (bandiera)    | D     | Andreas Karō     |
| 5  | Israele (bandiera)  | D     | Renato Gojković  |
| 7  | Slovenia (bandiera) | A     | Luka Štor        |
| 8  | Israele (bandiera)  | A     | Anas Mahamid     |
| 9  | Israele (bandiera)  | C     | Liran Hazan      |
| 10 | Israele (bandiera)  | A     | Idan Vered       |
| 11 | Israele (bandiera)  | C     | Or Roizman       |
| 12 | Israele (bandiera)  | D     | Alon Azugi       |
| 14 | Israele (bandiera)  | C     | Tamir Glazer     |
| 16 | Israele (bandiera)  | D     | Yarden Cohen     |
| 17 | Israele (bandiera)  | D     | Aviv Salem       |
| 18 | Israele (bandiera)  | C     | Eden Shamir      |
| 19 | Israele (bandiera)  | D     | Gal Gabi Ma'atuk |
| 23 | Moldavia (bandiera) | A     | Vitalie Damașcan |
| 25 | Bulgaria (bandiera) | D     | Plamen Gălăbov   |
| 26 | Israele (bandiera)  | D     | Guy Deznet       |

| N. |                        | Ruolo | Calciatore     |
| -- | ---------------------- | ----- | -------------- |
| 27 | Israele (bandiera)     | C     | Harel Shasha   |
| 28 | Israele (bandiera)     | C     | Niv Yehoshua   |
| 30 | Israele (bandiera)     | C     | Itay Shalev    |
| 31 | Israele (bandiera)     | P     | Yoav Arikha    |
| 32 | Israele (bandiera)     | D     | Mohammed Hindi |
| 34 | Argentina (bandiera)   | P     | Marco Wolff    |
| 42 | Israele (bandiera)     | A     | Yuval Kretzo   |
| 45 | Israele (bandiera)     | A     | Ilay Tzairi    |
| 72 | Israele (bandiera)     | C     | Eyal Golasa    |
| 77 | Israele (bandiera)     | C     | Amir Altoury   |
| 98 | Israele (bandiera)     | P     | Tomer Litvinov |
|    | Belgio (bandiera)      | A     | Jordy Soladio  |
|    | Stati Uniti (bandiera) | A     | Wilson Harris  |
|    | Israele (bandiera)     | C     | Arad Bar       |
|    | Israele (bandiera)     | C     | Ran Meir       |

## Palmarès

### Competizioni nazionali
- Coppa d'Israele: 3

1935, 1951-1952, 2023-2024
- Coppa Toto: 4

1994-1995, 1999-2000, 2003-2004, 2015-2016
- Liga Leumit: 4

1990-1991, 2012-2013, 2019-2020, 2022-2023
- Torneo di Haaretz: 1

1940

### Altri piazzamenti
- Campionato israeliano:

Secondo posto: 1951-1952, 1953-1954, 2004-2005
Terzo posto: 2003-2004
- Coppa d'Israele:

Finalista: 1939, 2000-2001, 2019-2020
Semifinalista: 2013-2014
- Supercoppa d'Israele:

Finalista: 2024
- Coppa Intertoto UEFA:

Finalista: 2006